# Rhabdouraeidae
De Rhabdouraeidae zijn een familie van uitgestorven kreeftachtigen uit de klasse van de Malacostraca (hogere kreeftachtigen).

## Geslacht
- Rhabdouraea Malzahn, 1962 †